# اس‌ام او-۳ (آلمان)
اس‌ام یو-۳ (به آلمانی: SM U 3) یک او-بوت نیروی دریایی امپراتوری آلمان بود.